# Caisse suisse de voyage

Logo

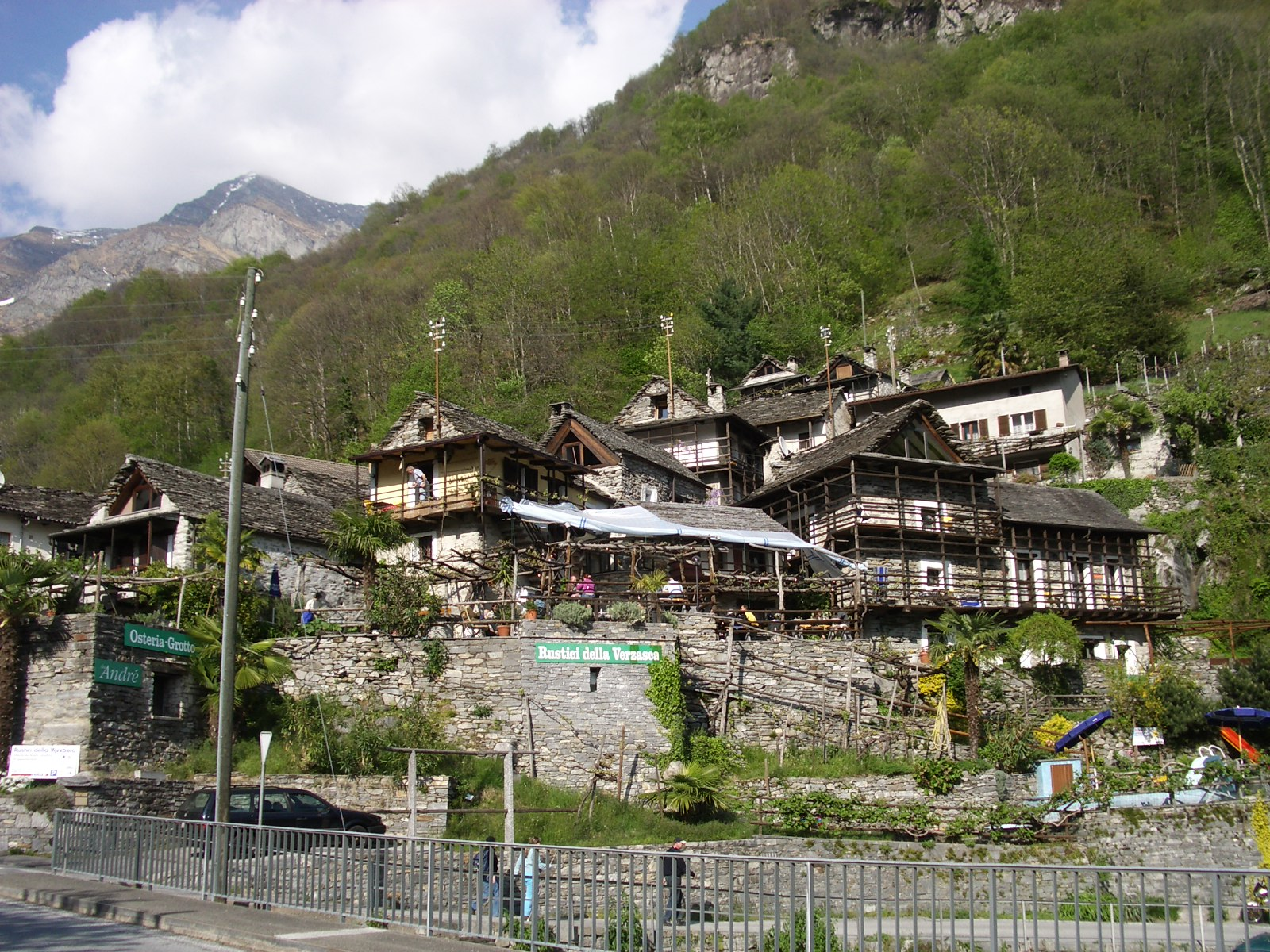
Village vacances Reka à Vogorno

La Caisse suisse de voyage, appelée en allemand Schweizer Reisekasse et abrégé en REKA, est la plus importante organisation de tourisme social en Suisse. Organisation sans but lucratif, elle est le plus important propriétaire suisse d'appartements familiaux et le deuxième plus grand fournisseur suisse d'appartements de vacances, de campings, de village vacances et d'hôtels dans le pays et à l'étranger.

## Histoire
Depuis le milieu du XIXe siècle et la généralisation des vacances et des jours fériés, le besoin en lieux de détente, accessibles à des prix modestes, va en augmentant sans cesse. C'est dans cette optique qu'a été fondée en 1895 à Vienne, l'association « Les Amis de la Nature » qui propose aux personnes à faibles revenus différentes activités proches de la nature. Cette association s'est développée à Zurich en 1905, puis s'est rapidement propagée dans toute la Suisse. De son côté, le fondateur de la Migros Gottlieb Duttweiler, lance en 1935 sa propre agence de voyages Hotelplan qui offre des vacances à des prix abordables pour la population, aidant ainsi le tourisme suisse à sortir de la crise dans laquelle il se trouvait alors.
Ce sont les syndicats et l'association des Amis de la Nature qui fondent, en 1939, la Caisse suisse de voyage sous la forme d'une coopérative sans but lucratif. Sa tâche devait alors être la promotion du tourisme social et des vacances, ainsi que le financement de ces vacances via les « chèques Reka » ; elle devait également créer et développer différents villages de vacances dans le pays, permettant ainsi à des familles suisses à petits revenus ainsi qu'à des parents vivants seuls avec leurs enfants, de pouvoir s'offrir également des vacances.

## Activités
Les activités de la coopérative sont divisés en deux secteurs : les activités commerciales (les chèques Reka et les offres de vacances) et les activités sociales, les premières servant à financer les secondes.
Elle possède plusieurs villages de vacances en Suisse : 
- canton d'Appenzell Rhodes-Extérieures : Urnäsch
- canton de Berne : Hasliberg, Lenk im Simmental et Gstaad
- canton des Grisons : Bergün, Disentis, Madulain, Pany, Scuol
- canton du Jura : Montfaucon
- canton de Schwytz : Morschach
- canton de Saint-Gall : Wildhaus
- canton du Tessin : Albonago, Brissago, Figino, Magadino, Vogorno-Berzona
- canton de Vaud : Leysin
- canton du Valais : Zinal

## Récompenses
Le directeur de la Reka Werner Bernet a été récompensé en 2004 pour l'ensemble de ses réalisations du prix « Milestone », la plus haute récompense dans le tourisme suisse.

## Source
- (de) Cet article est partiellement ou en totalité issu de l’article de Wikipédia en allemand intitulé « Schweizer Reisekasse » (voir la liste des auteurs).